# Albenis Rosales
Albenis Antonio Rosales (18 de marzo de 1983) es un deportista venezolano que compitió en judo. Ganó una medalla de bronce en el Campeonato Panamericano de Judo de 2008 en la categoría de +100 kg.

## Palmarés internacional
| Campeonato Panamericano | Campeonato Panamericano | Campeonato Panamericano | Campeonato Panamericano |
| Año                     | Lugar                   | Medalla                 | Categoría               |
| ----------------------- | ----------------------- | ----------------------- | ----------------------- |
| 2008                    | Miami (Estados Unidos)  | Medalla de bronce       | +100 kg                 |